# Kalāteh-ye Sarī
Kalāteh-ye Sarī (persiska: کلاته سری, Kalāteh Sarī) är en ort i Iran.   Den ligger i provinsen Khorasan, i den östra delen av landet, 700 km öster om huvudstaden Teheran. Kalāteh-ye Sarī ligger 1 929 meter över havet och antalet invånare är 476.
Terrängen runt Kalāteh-ye Sarī är kuperad. Runt Kalāteh-ye Sarī är det glesbefolkat, med 10 invånare per kvadratkilometer. Närmaste större samhälle är Sarāyān, 19,4 km väster om Kalāteh-ye Sarī. Omgivningarna runt Kalāteh-ye Sarī är i huvudsak ett öppet busklandskap.